# Blære Sogn
Blære Sogn er et sogn i Vesthimmerlands Provsti (Viborg Stift).
I 1800-tallet var Ejdrup Sogn anneks til Blære Sogn. Begge sogne hørte til Års Herred i Aalborg Amt. Blære-Ejdrup sognekommune blev ved kommunalreformen i 1970 delt: Blære og lidt af Ejdrup blev indlemmet i Aars Kommune, der ved strukturreformen i 2007 indgik i Vesthimmerlands Kommune, og resten af Ejdrup blev indlemmet i Nibe Kommune, der i 2007 indgik i Aalborg Kommune.
I Blære Sogn findes Blære Kirke.
I sognet findes følgende autoriserede stednavne:
- Blære (bebyggelse, ejerlav)
- Blære Hede (bebyggelse)
- Bormose Huse (bebyggelse)
- Eskegårde (bebyggelse)
- Jenle (bebyggelse)
- Keldal Gårde (bebyggelse, ejerlav)
- Langdal (bebyggelse, ejerlav)
- Troelstrup (bebyggelse, ejerlav)